# Gordon Parks
Gordon Roger Alexander Buchanan Parks (* 30. November 1912 in Fort Scott, Kansas; † 7. März 2006 in New York) war ein US-amerikanischer Filmregisseur, Fotograf, Schauspieler, Schriftsteller und Filmkomponist. Er fand als erster afroamerikanischer Fotograf und Filmregisseur landesweite Beachtung in den USA.

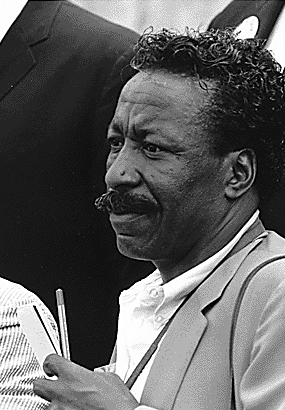
Gordon Parks beim Marsch nach Washington, 1963

## Leben
Parks wurde als letztes von 15 Geschwistern von Sarah und Andrew Jackson Parks geboren. Der Vater war ein armer Kleinbauer und Gelegenheitsarbeiter. Seine Mutter war eine überzeugte Methodistin und starb schon, als er fünfzehn Jahre alt war. Sie hatte ihm einen starken Willen zum Erfolg mit auf den Weg gegeben: “If a white boy can do it, then you can do it too and do it better, or don’t come home.” Die nächsten Jahre lebte er in großer Armut von wechselnden Jobs im Dienstleistungsbereich als Kellner, Schaffner, Sänger in einer Big Band oder als Barpianist in einem Bordell. Mehrfach erfuhr er wegen seiner Hautfarbe berufliche Diskriminierung.

### Fotografie

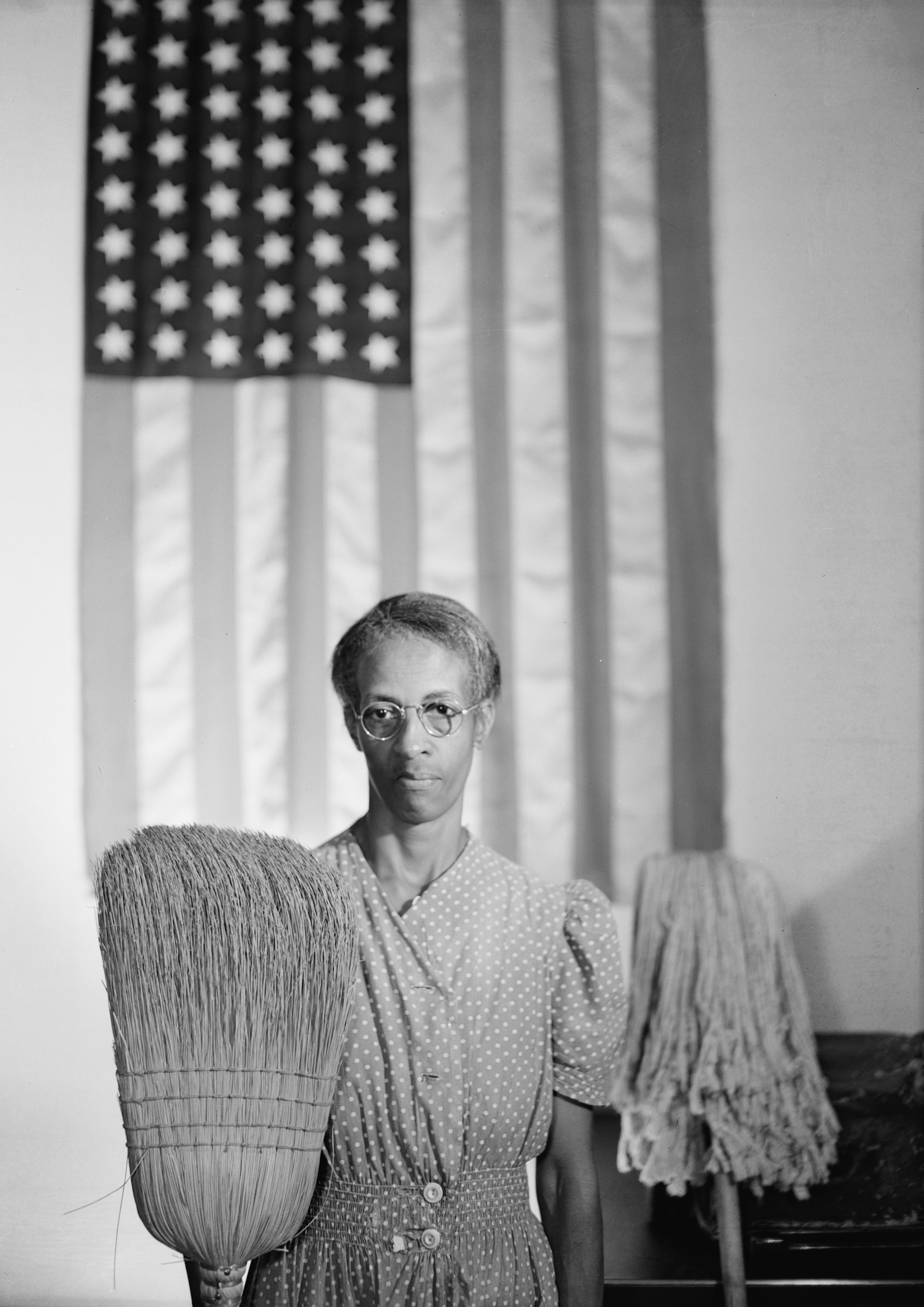
American Gothic, ein Porträt der Reinigungskraft Ella Watson im Regierungsgebäude, 1942

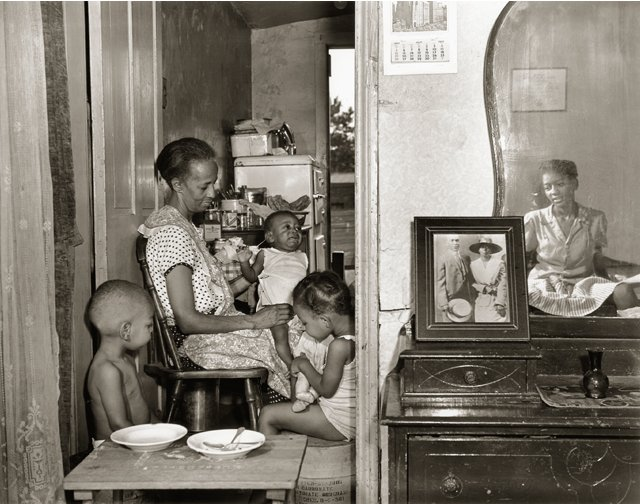
Ella Watson mit drei Enkelkindern und ihrer Tochter in Washington, D.C., 1942

1938, im Alter von 26 Jahren, kaufte er sich für 12,50 US-Dollar seine erste Kamera im Pfandhaus. Neben seinen Brotberufen entwickelte er sich schnell zu einem freischaffenden Fotografen für Zeitungen und Zeitschriften. Er wurde von Joe Louis’ Ehefrau Marva Louis entdeckt und sie ermutigte ihn nach Chicago zu kommen, um sich dort als Porträtfotograf für Damen der high society selbständig machen zu können. 1941 bekam er eine Anstellung bei der regierungseigenen Farm Security Administration (FSA) und machte sozialdokumentarische Fotoreportagen über das Alltagsleben der Afroamerikaner in den Städten. Im August 1942 entstand seine berühmteste Aufnahme: American Gothic. Es ist ein Porträt der Putzfrau Ella Watson in der FSA, die erschöpft mit einem Wischmopp in der einen Hand und einem Besen in der anderen vor einer amerikanischen Flagge stand. Dieses Arrangement war American Gothic, dem berühmtesten Gemälde Grant Woods, nachempfunden. Parks’ Hauptmotiv beim Fotografieren war die Dokumentation von sozialem Unrecht, er betrachtete daher seine Kamera auch als „Waffe“. “I saw that the camera could be a weapon against poverty, against racism, against all sorts of social wrongs”, sagte er rückblickend 1999.
Im Zweiten Weltkrieg wurde er 1943 durch Fürsprache seines Mentors, des FSA-Direktors Roy Stryker als Kriegsfotograf vom US Office of War Information übernommen, durfte jedoch keine Frontreportagen machen. Danach konnte er von 1944 an vier Jahre lang für das Modemagazin Vogue arbeiten. 1948 glückte ihm als ersten Schwarzen eine Übernahme als fester Mitarbeiter für das damals führende Fotomagazin Life. Bis 1972 arbeitete er dort als Fotograf und dokumentierte die Armut und die Rassendiskriminierung in den USA und der Welt. Parks konnte sich Zugang zu den bekanntesten Protagonisten der Bürgerrechtsbewegung verschaffen wie Malcolm X, Muhammad Ali, Eldridge und Kathleen Cleaver und die Black Panther Party. Er beließ es jedoch nicht beim Berichten über die Bürgerrechtsbewegung, er beteiligte sich auch aktiv daran.
Für Cecil Beaton war Parks der einzige schwarze Fotograf, der Weltruhm erlangte.

### Film
Parks war der erste schwarze Filmregisseur, der in Hollywood Erfolg hatte. Mit dem Detektiv John Shaft in dem Blaxploitation-Film Shaft schuf er 1971 den ersten afroamerikanischen Kinohelden. Der Erfolg beruhte auf dem positiven Vorbild, das Detective Shaft für Afroamerikaner attraktiv machte. Shaft wirkte stilbildend, dank der Nachfrage konnten immer mehr Filme mit Schwarzen für ein vorwiegend schwarzes Kinopublikum gedreht werden. Isaac Hayes gewann 1971 für die Filmmusik einen Oscar und das Titelstück wurde ein kommerzieller Hit.
1973 wurde Parks – gemeinsam mit Clarence Muse – als erste Person in die neugegründete Black Filmmakers Hall of Fame aufgenommen.

### Musik
Gordon Parks versuchte, sich zeitlebens neuen Herausforderungen in künstlerischer Hinsicht zu stellen. So brachte er sich selbst das Jazz-Klavierspiel bei und komponierte das Concerto for Piano and Orchestra (1953) und die Tree Symphony (1967). Neben der Filmmusik zu seinen Filmen komponierte und choreographierte er auch das Ballettstück Martin zum Gedenken an Martin Luther King, das 1989 in Washington uraufgeführt wurde und 1990 zu Kings Geburtstag im Fernsehen übertragen wurde. Mit Irvin Mayfield ist er auf dem Album Half Past Autumn Suite (Basin Street, 2003) zu hören.
Gordon Parks war drei Mal verheiratet und geschieden, er starb an Krebs im Alter von 93 Jahren. Sein Sohn Gordon Parks jr. (* 1934), der ihm bei seinen Kinofilmen assistierte, starb 1979 bei einem Flugzeugunglück, als er sich zu Drehaufnahmen in Kenia aufhielt. Parks sr. hinterlässt seine Tochter Toni Parks Parson und seinen Sohn David, ebenfalls aus seiner ersten Ehe, eine Tochter, Leslie Parks Harding, aus seiner zweiten Ehe sowie fünf Enkel und fünf Urenkel.

## Filmografie
Regie
- 1964: Flavio
- 1968: The World of Piri Thomas
- 1969: Haß (The Learning Tree)
- 1971: Shaft
- 1972: Liebesgrüße aus Pistolen (Shaft’s Big Score!)
- 1974: Die Supercops – Zwei irre Hunde (The Super Cops)
- 1976: Leadbelly
- 1984: American Playhouse (Fernsehserie, Folge Solomon Northup’s Odyssey)

Schauspiel
- 1971: Shaft
- 1972: Liebesgrüße aus Pistolen (Shaft’s Big Score!)
- 2000: Shaft – Noch Fragen? (Shaft)

Komposition
- 1969: Hass (The Learning Tree)
- 1972: Liebesgrüße aus Pistolen (Shaft’s Big Score!)
- 1987: Moments Without Proper Names

Drehbuch
- 1964: Flavio
- 1969: Haß (The Learning Tree)

## Auszeichnungen
Obwohl Parks kein Hochschuldiplom hatte, erhielt er über 40 Ehrendoktorwürden von US-amerikanischen und britischen Universitäten. Er war Ehrenbürger von Baltimore und wurde 1960 Photographer of the Year  der American Society of Magazine Photographers.
Philafilm, ein internationales Filmfestival in Philadelphia (Pennsylvania, USA) verleiht den “Gordon Parks, Sr. Award for Cinematography”, einen Filmpreis für die beste Kamera.
- 1973: Aufnahme in die Black Filmmakers Hall of Fame
- 1988: National Medal of Arts
- 1989: Auswahl von „The Learning Tree“ als einen von 25 US-amerikanischen Filmen in das “National Film Registry” der Library of Congress, einer Film-Anthologie von kulturellem, historischem oder ästhetischem Rang.

## Ausstellungen in Deutschland
In Deutschland wurden die Arbeiten Parks relativ selten und in großen Abständen gezeigt, obwohl auf der photokina 1966 die Ausstellung der Time Life Gallery mit den Fotoreportagen, die er für Life gemacht hatte, eine der meistbesprochenen Ausstellungen war. Erst auf der documenta 6 und der photokina 1980 wurden wieder einzelne Bilder von ihm gezeigt. 1989/90 wurde eine Ausstellung mit Werken aus 40 Jahren in 12 deutschen Museen gezeigt. C/O Berlin widmete Parks 2016 die umfangreiche Ausstellung „Gordon Parks. I am you. Selected Works 1942–1978“.

## Zitate
“I think most people can do a whole awful lot more if they just try. They just don’t have the confidence that they can write a novel or they can write poetry or they can take pictures or paint or whatever, and so they don’t do it, and they leave the planet dissatisfied with themselves.”

“I still don’t know exactly who I am. I’ve disappeared into myself so many different ways that I don’t know who ‘me’ is.”